# Слобідка (Івано-Франківський район)
Слобі́дка — село Івано-Франківського району Івано-Франківської області. Входить до складу Тисменицької міської громади.

## Історія
Першу церкву (дерев'яну) в селі звели в 1887 році. Радянська влада церкву закрила і сплюндрувала, повторно відкрита 14 жовтня 1889 року. У 2000-х роках поруч зведена мурована церква.

## Сучасність
В селі Слобідка є краєзнавчий музей, заснував його — Євстахій Іванович Адамчук (15 квітня 1934 — 15 травня 2014), він же написав книгу під назвою «Слобідка».
Шкільна команда села тричі поспіль здобувала титул чемпіонів району з волейболу.

## Населення

### Мова
Розподіл населення за рідною мовою за даними перепису 2001 року:
| Мова       | Кількість | Відсоток |
| ---------- | --------- | -------- |
| українська | 613       | 100%     |

## Народились
- Присяжнюк Микола Васильович (25 жовтня 1961 — 1 жовтня 2016) — поет, композитор і виконаввець пісень, лауреат всеукраїнських та міжнародних конкурсів. У селі встановили пам'ятну дошку.[4]